# Дамас, Жорж Алека
Жорж Алека́ Дама́с (фр. Georges Aleka Damas; 18 ноября 1902, Либревиль, Французский Габон — 4 мая 1982) — габонский политический, государственный и общественный деятель, дипломат, поэт, композитор. Автор государственного Гимна Габона «Согласие» фр. La Concorde (1960).

## Биография
Получил образование в Ecole Montfort, с 1924 по 1939 год — банковский работник, затем до 1959 года — главный бухгалтер в морской компании.
Впервые обратил на себя внимание общественности в 1934 году серией писем в газете Etoile de l’AEF, в которых выступал против особых прав метисов. В 1943 году движение «Сражающаяся Франция» назначила его своим представителем в административном совете при генерал-губернаторе Габона. Занимал эту должность до 1946 года, затем с 1948 по 1954 год был советником губернатора Габона. Принимал активное участие в формировании профсоюзов в стране.
В 1956—1963 годах — член муниципальной комиссии Либревиля, в 1959 году представлял Габон в Экономическом и Социальном Совете французского сообщества. С 1961 по 1964 год служил послом в Европейском экономическом сообществе, в странах Бенилюкса и ФРГ.
В апреле 1964 года был избран в Национальное собрание Габона. Председатель Национального собрания Габона (1964—1975).
Политик, член Габонской демократической партии, единственной легальной партии страны, позднее была её генеральным казначеем. До выхода на пенсию был советником президента Омара Бонго Ондимбы (1975—1977).
Автор слов и музыки государственного Гимна Габона (1960).

## Память
- Изображён на почтовой марке Габона, выпущенной в 1985 году на фоне партитуры гимна «La Concorde».